# Александр Раткліф
Александр Раткліф (англ. Alexander Ratcliffe, серпень 1888, Бонесс, Лінлітгоушир, Шотландія, Велика Британія — 13 січня 1947, Глазго, Шотландія, Велика Британія) — ультраправий шотландський політик і публіцист, войовничий протестант й антисеміт, перший в історії ревізіоніст Голокосту.
Разом з Джоном Кормаком уособлював войовничий протестантизм у міжвоєнній Шотландії, у першій половині 1930-х років мав великий вплив, особливо в Глазго. Цьому сприяли суперечки та конфлікти між протестантами та католиками. Після 1934 року його антисемітські погляди радикалізувалися, з 1939 року став шанувальником Гітлера та нацистського режиму. Його антисемітські та пронацистські публікації в період Другої світової війни були на межі допустимого за законами воєнного часу і привертали увагу суспільства та Міністерства внутрішніх справ Великої Британії, проте ніяких репресій він не зазнав.
Релігійні погляди Раткліфа визначали його ставлення до всіх питань, а шалений антисемітизм і конспірологія призвели до поширення теорії змови про прагнення євреїв до світового панування. Раткліф став першим в історії ревізіоністом Голокосту, який запевняв, що нацисти взагалі не вбивали євреїв, а всі докази та документи сфабриковані.

## Біографія
Народився 1888 року в Боунесі на східному узбережжі Шотландії у родині релігійного проповідника. Сім'я переїхала в портове місто Літ обруч Единбурга, де Александр й виріс. У 18 років виявив інтерес до релігії. У 19 років після спілкування з пастором Джейкобом Пріммером захопився ідеями протестантизму. Невдовзі після цього він приєднався до «Помаранчевого ордена» і 1920 року заснував в Единбурзі «Протестантську лігу Шотландії» (SPL).
Раткліф працював залізничним службовцем, але виявив, що може утримувати себе завдяки релігійній діяльності. Він був яскравим оратором, який міг привернути увагу слухачів. Перед «великою аудиторією [представників] різних євангелічних протестантських конфесій» Раткліф представив Лігу як «євангелічний, позаконфесійний та аполітичний» рух, який виступав проти «спіритизму, християнської науки та різних систем антибіблійного вчення». Фактично SPL була насамперед антикатолицькою організацією.
Подальший успіх войовничого протестантизму Раткліфа був із антиірландськими й антикатолицькими настроями у шотландському суспільстві. Перша світова війна та повоєнні економічні проблеми загострили суперечності у суспільстві. Окрему роль зіграв спірний «Закон про освіту» 1918 року, яким фінансування католицьких церковних шкіл почало здійснюватися державним коштом. Реакція протестантської громади була надто негативною. З 1922 року Раткліф працював автором власної газети «Протестантський адвокат» і її наступників — газет «Протестантський авангард» (1931—1933 і 1944—1946) й «Авангард» (1933—1944 і 1944). До 1928 року у Ліги було три відділення: в Единбурзі, Глазго та Данді.
Участь у політиці для Раткліфа розпочалася з виборів 1925 року в Единбурзі, де SPL отримала 2666 голосів (6 %). 1929 року Раткліф марно намагався стати депутатом у Стерлінгу та Фолкерку. Після переїзду 1930 року до Глазго 1931 року його обрали до міської ради від SPL в окрузі Денністен, де отримав більше голосів, ніж усі його опоненти разом узяті. Окрім Раткліфа від SPL пройшов ще один кандидат.
На виборах 1932 року балотувалося 11 кандидатів від SPL, отримавши три місця в раді, а 1933 року — 23 кандидати, з результатом 4 місця і 68 000 голосів. Це був пік успіху SPL. 1934 року через диктаторський стиль керівництва Раткліфа з Ліги вийшли 4 члени керівництва, на виборах того ж року з 5 висунутих кандидатів програли всі, включно з самим Раткліфом. Він втратив контроль над SPL, що розпалася на окремі фракції. Поразці сприяли розбіжності Раткліфа з іншими лідерами протестантів, зокрема з Джоном Кормаком з Товариства протестантської дії в Единбурзі.
Крім критики «Закону про освіту» Раткліф підкреслював незгоду зі скороченням соціальних послуг і підвищенням орендної плати. Водночас виступав за зниження корпоративних податків. Однак загалом SPL не мала жодної цілісної політики, крім антикатолицизму та з інших питань її представники часто голосували по-різному. Один із опонентів 1934 року зауважив, що Ліга настільки захоплена антикатолицизмом, що якщо Папа Римський зникне, то від SPL нічого не залишиться.
Внаслідок політичних невдач Раткліф радикалізувався у своїх антисемітських поглядах і це дало новий імпульс його політичній діяльності. Він ставав дедалі більшим прихильником антисемітської теорії змови. Раткліф симпатизував американському Ку-клукс-клану, особливо його антикатолицизму та релігійному фундаменталізму, і заснував у Шотландії клан «Лицарі Каледонії», який забезпечив йому особистих охоронців. У Раткліфа були деякі спільні ідеї з заснованою 1933 року Шотландською демократичною фашистською партією (SDFP), зокрема антикатолицька й антиірландська спрямованість, проте фашизм як рух не отримав розвитку в Шотландії. Він підтримував тісний контакт з британськими антисемітами, як-от лідером Імперської фашистської ліги Арнольдом Лізом і низкою інших.
Після візиту до Німеччини 1939 року став відкритим прихильником Адольфа Гітлера і залишався шанувальником нацистської Німеччини навіть після початку Другої світової війни. Раткліф вважав, що британською громадською думкою маніпулюють католики та євреї, критикував роль, яку відіграла Велика Британія на Паризькій мирній конференції 1919 року й обмеження громадянських свобод у воєнний час, нападав на Вінстона Черчилля. Гітлера рекламував як рятівника Європи від більшовизму.
Публікації на цю тему привернули увагу громадськості. Ліві політики Деніс Притт і Том Дриберг двічі 1943 року цікавилися у міністра внутрішніх справ Герберта Моррісона ставленням до Пронацистської пропаганди Раткліфа. 29 березня 1945 року член парламенту від Консервативної партії сер Вільям Девісон на засіданні Палати громад запитав Моррісона чому до Раткліфу не застосовується Положення про оборону 18B, під яке підпадала ворожа пропаганда. На всі запитання Моррісон відповідав, що Раткліф не становить загрози для безпеки і ведення війни, а його вплив на суспільство незначний. З словами Моріссона, будь-які дії проти редактора могли лише надати виданням більшу популярність, ніж без них, а Міністерство тримає діяльність Раткліфа під постійним контролем. Через відмову уряду відправити його до в'язниці на підставі «Положення про оборону» йому так і не вдалося приміряти «терновий вінець» мученика. Внутрішні документи МВС показують, що в питанні криміналізації антисемітської пропаганди Герберт Моррісон схилявся до захисту свободи слова і виступав проти будь-яких норм, що забезпечують євреям особливий захист. Захист етнічних і расових меншин у Великій Британії запровадили лише 1965 року «Законом про расові відносини».
Раткліф помер у січні 1947. Через вкрай авторитарне управління створених ним організацій, вони припинили існування після його смерті.

### Інцидент з Мері Раткліф у Північній Ірландії
Дружина Раткліфа Мері також була радикальною протестанткою та членом SPL. У травні 1933 року Мері та ще один член SPL Чарльз Форрестер були гостями «Ольстерської протестантської ліги» (UPL) в Північній Ірландії, куди з 1931 року регулярно з лекціями приїжджав Александр. Власне, UPL була створена внаслідок активності Раткліфа та підтримувала тісні зв'язки з шотландськими однодумцями.
2 травня Мері Раткліф і Чарльз Форрестер відвідували будівлю парламенту Північної Ірландії, накинулися на картину, на якій був зображений герой битви на річці Бойн, король Вільгельм III, який отримував благословення папи Римського. Місис Раткліф порізала її ножем, а Форрестер облив червоною фарбою зображення папи Інокентія, оскільки вони вважали картину богохульством і святотатством. Більшість членів UPL визнала ці дії образливими, а Раткліф і Форрестера заарештували. Судовий процес відбувся 1 липня 1933 року. Мері Раткліф і Чарльз Форрестер отримали штраф у 65 фунтів стерлінгів кожному. Після суду SPL розпочала кампанію з дискредитації UPL, виправдавши лише тих, хто підтримував членів SPL. Внаслідок цього інциденту спочатку стався розкол в UPL на прихильників і противників Раткліфа, а потім і в самій SPL, з якої вийшов Чарльз Форрестер з групою однодумців.
Історик Тоні Канаван писав, що акція не була спонтанним проявом гніву, її заздалегідь підготували та провели з ініціативи члена UPL та незалежного депутата парламенту Джона Ніксона, який приймав Раткліф і Форрестера в Белфасті та супроводжував їх у будівлі парламенту.

## Погляди
Раткліф був авторитарним і безкомпромісним, що призводило до відчуження від нього практично всіх людей, з якими він мав справу. Він ділив світ на «добро» і «зло», вважав себе у всьому правим і був переконаний, що погодитися з ним може завадити лише корисливість чи дурість. Його публікації відрізнялися параноїдальним стилем, в рамках якого він бачив у всіх проблемах змову або зраду. Так, усіх католиків він вважав нелояльними та потенційними зрадниками Шотландії на користь Ватикану. Релігія була основою світогляду Раткліфа та його оцінки будь-яких явищ (фашизму, сіонізму та більшовизму) були пов'язані з його релігійними переконаннями.
Параноїдальний страх Раткліфа перед євреями та їхньою загрозою британському суспільству був особливо очевидним у його брошурі «Правда про євреїв!» 1943 року. У ній він писав, що Глазго перебуває під єврейським контролем, і якщо закрити єврейські магазини, то відкритих магазинів не залишиться. Він стверджував, що євреї прагнуть влади над усім світом взагалі і Британією, зокрема. За Раткліфом євреї є носіями матеріалізму та їхня комерційна діяльність підриває здоров'я британського суспільства. У брошурі «Дванадцять неправд про євреїв!» 1946 року, він відмовився від твердження, що Британія перебуває під єврейським контролем, але заявив, що мета євреїв — повний контроль над неєвреями та домінування у світі. У своїй газеті «Авангард» Раткліф публікував антисемітські статті, зокрема статтю Волтера Аллена про «Протоколи сіонських мудреців», в якій стверджувалося, що «Протоколи» — справжній документ. Газета «Jewish Chronicle» і навіть урядові документи під час розгляду брошури «Правда про євреїв!» порівнювали її стиль із творами нацистського пропагандиста Юліуса Штрайхера.
Історик Колін Голмс відзначає розбіжності між Раткліфом й іншими антисемітами, зокрема, Арнольдом Лізом. Антисемітизм Ліза був заснований на расових забобонах, а Раткліф відкидав расовий підхід. Його антисемітизм був релігійним, висхідним до Євангелія від Івана та звинуваченням євреїв у боговбстві. Зокрема, у статті в «Авангарді» № 315 у грудні 1943 року Раткліф писав, що євреї належать до «Синагоги Сатани».У дусі своїх теорій змови та своєї ворожості до євреїв Раткліф став першим ревізіоністом Голокосту, відкидаючи повідомлення про націонал-соціалістичні переслідування євреїв. У брошурі «Правда про євреїв!» він заявив, що:

Не зареєстровано жодного достовірного випадку, щоб хоч одного єврея було вбито або незаконно страчено за гітлерівського режиму.
Оригінальний текст (англ.)
There is not a single authentic case on record of a single Jew having been massacred or unlawfully put to death under the Hitler regime

Аналогічні матеріали Раткліф публікував в «Авангарді». Зокрема 1945 року були опубліковані дві статті присвячені запереченню і виправданню нацистських злочинів. Історик Джо Малголл виділяє дві тези, які згодом стали базовими для ревізіоністів Голокосту. По-перше, звірства здійснювали не німці, а союзники, а по-друге, Раткліф посилався на помилкові історії про німецькі звірства Першої світової війни. На першій сторінці квітневого випуску було написано: «звірства — не німецькі». Стаття на цю тему стверджувала, що «люди, які приймають повідомлення про німецькі звірства в цій війні, є дурнями… коли ця війна закінчиться, люди будуть хихикати над німецькими байками про „звірства“… вони зрештою виявлять, що справжнє звірство відбулося 1939 року, коли країна була обдурена зацікавленими фінансистами, щоб оголосити війну протестантській Німеччині». Посилаючись на книгу, що розвінчує пропаганду звірств Першої світової війни, він заявив, що «у цій війні історія повторюється, і коли війна закінчиться, у нас буде ще одна „Брехня під час війни“». У другій статті, опублікованій в липні 1945 року, вже після того, як з'явилося кіно — і фотохроніка в'язнів концтаборів, він писав, що люди виглядають виснаженими тому, що вони голодували, а голодували тому, що в Німеччині не було їжі. А їжі не було через дії союзників. Таким чином, не заперечуючи вже очевидних звірств, Раткліф перекладав провину за страждання жертв нацистів на союзників.
Навіть після падіння націонал-соціалізму Раткліф залишився прихильником Гітлера. Після війни він заперечував доказову цінність матеріалів, представлених на Нюрнберзькому процесі, зокрема тому, що в розслідуванні нацистських злочинів брали участь євреї. Концентраційні табори згідно з Раткліфом були «винаходом єврейського розуму», а кінохроніка з Берген-Бельзена й інших таборів «фальсифікована в єврейських кіностудіях». Сам Нюрнберзький процес він називав «зловіщою різаниною», влаштованою союзниками.
Історик Марк Гоббс називав заперечення Голокосту цього періоду «ембріональним». У цей період інформація про геноцид євреїв була фрагментарною, неповною та інтерпретувалася в рамках антисемітських настроїв у суспільстві та у владі. У період війни британський уряд категорично не хотів публічного обговорення єврейського аспекту нацистських злочинів. Проте позиція Раткліфа суттєво відрізнялася від позиції уряду. Уряд замовчувало злочини безпосередньо проти євреїв чи просував концепцію «загального страждання», у межах якої жертви нацистських переслідувань перебували у тому становищі, а Раткліф агресивно вишукував «єврейські злодіяння». Для Раткліфа заперечення було аргументом для доказу його головної ідеї, що євреї здійснюють змову з метою контролю над британським суспільством.
Колін Голмс писав, що Раткліф вважав себе виразником інтересів простих людей, намагаючись формулювати погляд на суспільство, який мав відношення до цих людей та їхніх потреб. Як наслідок, Голмс вважав погляди Раткліфа популістськими і наводить приклади його критики на адресу еліти протестантських організацій, корупції політиків і демократії загалом, оскільки, на думку Раткліфа, політичні партії, парламент й уряд не представляють інтереси простих людей. Свою антисемітську пропаганду Раткліф вважав просвітництвом.
Висловлені ним твердження щодо Голокосту надалі простежувалися в інших ревізіоністів. Малголл і Голмс зазначали, що це не твердження окремого фанатика та маргіналу, а «важливого носія ідеологічного антисемітизму». «Правда про євреїв!» було добре знана у правих колах, друге видання вийшло у Right Review Press графа Потоцького де Монталька та продавалося Essential Books Едварда Годфрі. 1979 року брошуру перевидало в США ультраправе видання Sons of Liberty як елемент їхньої антисемітської пропаганди.

## Публікації
- An exposure of the Margaret Sinclair fiasco. Revealing how Rome traffics on the dead. — Edinburgh : Scottish Protestant League, 1928.
- Evolution. Hell with the lid off!. — Edinburgh : Scottish Protestant League, 1928.
- «Wake Up Scotland Pamphlets» No. 1-13. — Edinburgh : Scottish Protestant League, 1928.

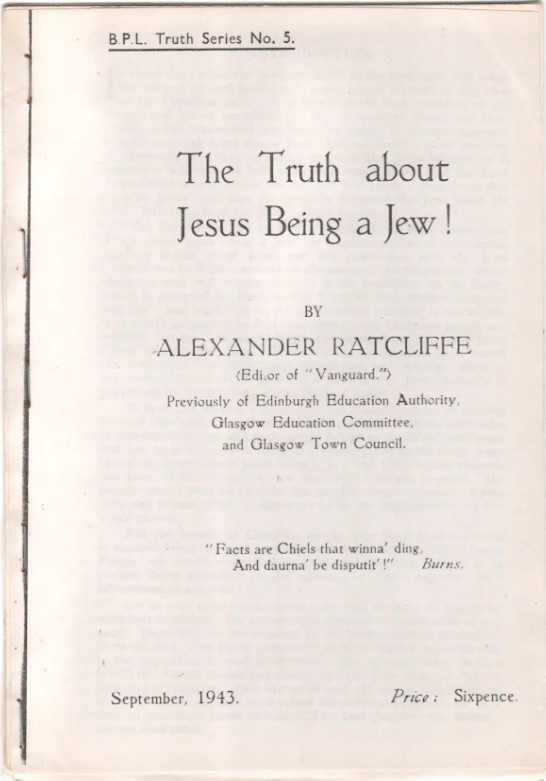
Обкладинка брошури «The Truth about Jesus Being a Jew!»

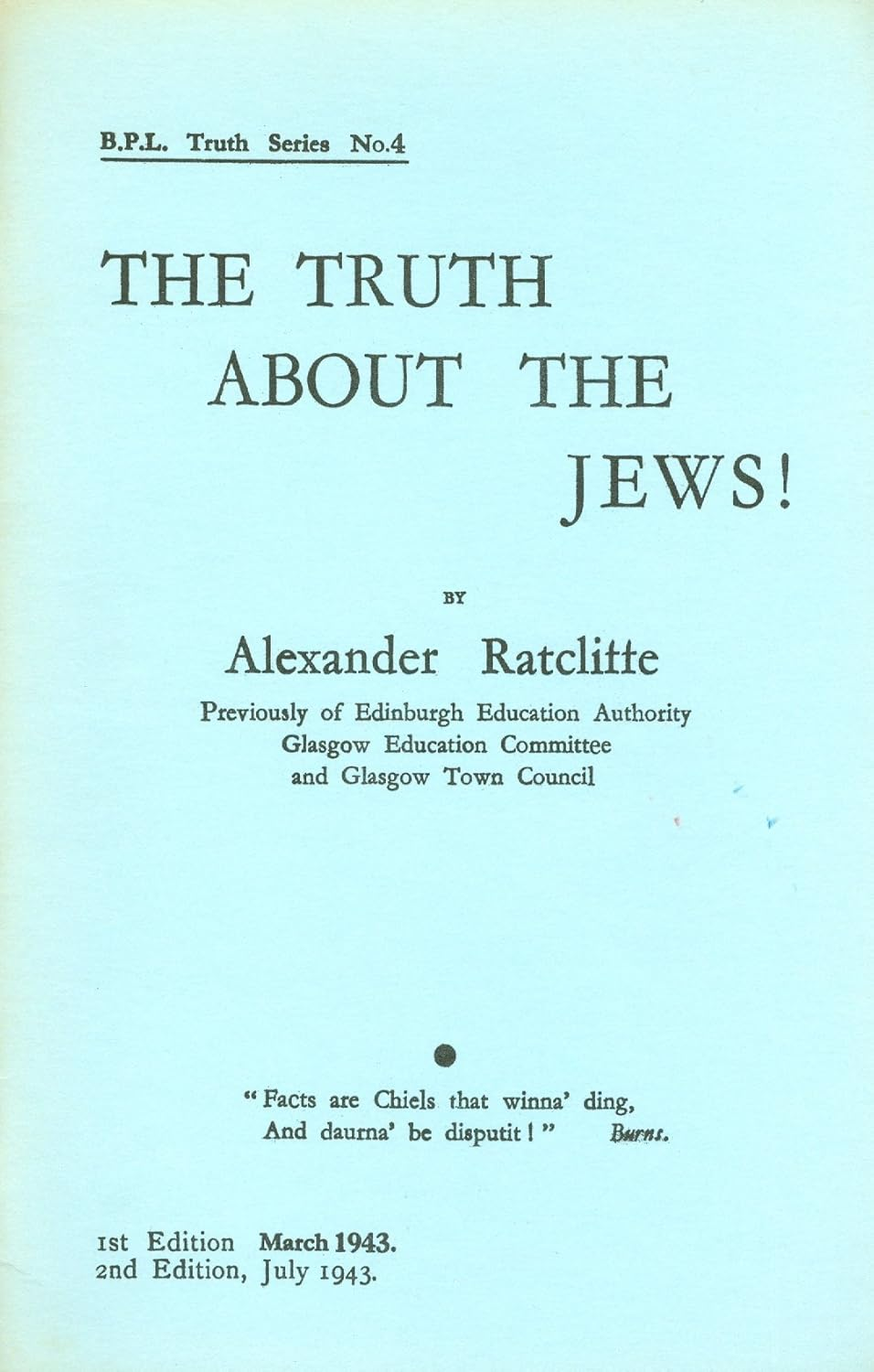
Обкладинка брошури «The Truth about the Jews!»

- Совместно с John C. Duffy: The great Duffy-Ratcliffe debate. On the Education (Scotland) Act, 1918: official verbatim report of Great St Andrew’s Hall (Glasgow) Meeting, 2nd April 1928. — Edinburgh : Scottish Protestant League, 1928.On the Education (Scotland) Act, 1918: official verbatim report of Great St Andrew's Hall (Glasgow) Meeting, 2nd April 1928 (англ.). — Edinburgh: Scottish Protestant League, 1928.
- Rome, marriage and divorce! A warning against mixed marriages and an exposure of Roman Catholic hypocrisy. — Glasgow : Scottish Protestant League, 1929.
- The horrible lives of the Popes of Rome. — 2. Edition. — Edinburgh : Scottish Protestant League, 1929.
- The abominable confessional. — Glasgow : Scottish Protestant League, 1930.
- Was the Church of Rome the first church? A false claim refuted by Alexander Ratcliffe. — Glasgow : Scottish Protestant League, 1930.
- Liguori, the filthy! A daring exposure of Rome’s most immoral of theologians. — Glasgow : Scottish Protestant League, 1931.
- My week in gaol. — Glasgow : Scottish Protestant League, 1933.
- Совместно с Archibald K. Campbell: A great debate. Should Mr Campbell be put out of the Episcopal church in Scotland?. — Glasgow : Scottish Protestant League, 1934.Should Mr Campbell be put out of the Episcopal church in Scotland? (англ.). — Glasgow: Scottish Protestant League, 1934.
- The truth about section 18 of the Education (Scotland) Act, 1918. — Glasgow : Scottish Protestant League, 1936.
- Mr Churchill on Trial. — Glasgow, 1941.
- The truth about religion in Germany!. — Edinburgh, 1942.
- The truth about Hitler and the Roman Catholic Church!. — British Protestant League, 1943. — (Truth Series No. 3.)
- The truth about the Jews!. — Glasgow : British Protestant League, 1943. — (Truth Series No. 4.) (first edition in March, second edition July)
- The truth about Jesus being a Jew!. — Bearsden : British Protestant League, 1943. — (Truth Series No. 5.)
- Britain’s Protestant Protagonist shows how Protestants are Traitors! etc. [With a portrait.]. — Glasgow : British Protestant League, 1944.
- The Priest’s Immoral Questions to Women!. — Glasgow, 1944.
- The Truth about democracy! An exposure. — Bearsden, Dunbartonshire, 1944.
- Совместно с B. L. Quinn. The Priest’s substitution for marriage. Why priests don’t wed?. — Glasgow, 1944.The Priest's substitution for marriage. Why priests don't wed? (англ.). — Glasgow, 1944.
- The Salvation Army! Its Jewish origin, methods and tyranny. — Glasgow, 1945.
- Twelve Falsehoods about the Jews! A vindication. — Glasgow, 1946.

## У культурі
1998 року став одним із персонажів історичного телевізійного серіалу «Незвідана Шотландія».